# Lichenometrie

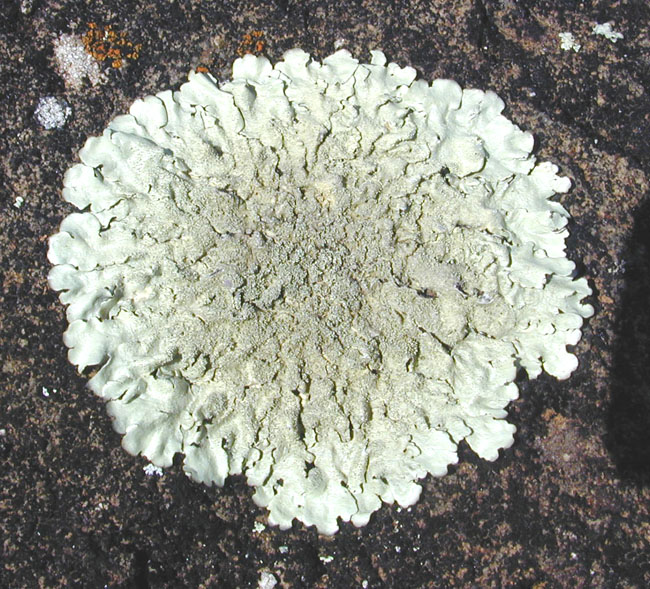
Flechte auf Basalt

Die Lichenometrie ist eine Methode der Datierung, die in der Archäologie, der Paläontologie, der Glaziologie, der Pedologie, der Geomorphologie und der Paläoseismologie das Wachstum von Flechten  heranzieht, um das Alter freigelegter Felsen oder eines verbauten Werksteins zu bestimmen. Sie wurde 1957 vom österreichischen Wissenschaftler Roland Beschel eingeführt.
Die Methode basiert auf einer vorausgesetzten spezifischen Wachstumsrate der Flechten, die für Krustenflechten bei etwa 0,5–2 mm pro Jahr liegt. Aus dem Durchmesser der untersuchten Flechte und der bekannten Wachstumsrate lässt sich das Alter der Flechte errechnen, und damit auf die Zeit zurückschließen, die der Fels freigelegt ist.
Flechten können bis zu 4.500 Jahre alt werden. Dieser Zeitraum stellt auch die maximale Anwendungszeitspanne dar und umfasst somit nur das Holozän. Dennoch ist sie mit einer Fehlergrenze von 10 % sehr genau, zumindest wenn sie an Gesteinen angewandt wird, die weniger als 1000 Jahre offen zutage liegen. Sie findet vor allem dort Verwendung, wo mit anderen Methoden wie etwa der Dendrochronologie oder der Radiokohlenstoffmethode nicht gearbeitet werden kann. Für die Lichenometrie aufgrund ihres langen Lebensalters geeignete Flechten sind unter anderem Aspicilia cinera, Aspicilia caesiocinera, Biatorella testudinea, Lecidea promiscens, Lecidea lapicida, Rhizocarpon geographicum und Rhizocarpon alpicola.
Die Lichenometrie erlaubt an Gesteinsblöcken, die infolge von Erdbebenaktivität geschüttet wurden, die Bestimmung von Wiederkehrsintervallen (für Erdbeben ab einer bestimmten Stärke) und den Nachweis der räumlichen Ausbreitung von Erdbebenfolgeschäden (unter der Annahme, dass sich übereinstimmende Flechtendurchmesser in einem Gebiet auf dasselbe seismische Ereignis zurückführen lassen).
Probleme dieser nicht unumstrittenen Methode ergeben sich aus der korrekten Bestimmung der Arten, dem Zeitraum zwischen Freilegung des Gesteins und der Besiedelung durch Flechten, verschiedenen Wachstumsraten zwischen einzelnen Regionen und über die Zeit hinweg, den unterschiedlichen klimatischen Einflüssen und der Bestimmung der größten Flechten.